# Milleis Banque Privée
 (avril 2024).
Si vous disposez d'ouvrages ou d'articles de référence ou si vous connaissez des sites web de qualité traitant du thème abordé ici, merci de compléter l'article en donnant les références utiles à sa vérifiabilité et en les liant à la section « Notes et références ».
Milleis Banque Privée est une banque privée française arrivée sur le marché en 2018 après la reprise, le 1er septembre 2017, par le fonds d’investissement européen AnaCap, des activités de Barclays France.

## Histoire
Milleis Banque Privée est issue de la branche française de Barclays, implantée dans le pays depuis 1917. Tout en proposant les prestations traditionnelles d'une banque de détail, Barclays France est historiquement spécialisée dans la gestion de patrimoine d'une clientèle aisée.
En 1992, Barclays Bank rachète L’Européenne de Banque avant d’acquérir en 2005 ING Ferri et ING Private Banking.
En 2017, AnaCap Financial Partners, fonds d’investissement spécialisé dans le secteur financier européen, acquiert Barclays France qui devient alors une banque de plein exercice de droit français et prend le nom de Milles Banque en 2018.
En 2022, Milleis Banque devient Milleis Banque Privée.
En février 2023, Milleis rachète la banque privée Cholet-Dupont Oudart.
En juillet 2025, LCL annonce être en négociation exclusives pour acquérir Milleis Banque. Milleis Vie serait acquis par  une autre filiale : Credit Agricole Assurances.

## Gouvernance
Présidence du Conseil d’Administration
- Depuis 2022, Chantal Lory

Comité exécutif
- Nicolas Hubert, Directeur général
- Julien Calvar, Directeur général délégué et Directeur opérations, technologie et crédit
- Catherine Soubirou, Directrice marketing et communication
- Anne-Lise Couillac, Secrétaire générale

## Siège
Le siège social de Milleis Banque Privée est situé au 2 avenue Hoche, à Paris, dans le 8e arrondissement.